# San Carlos (Arizona)
San Carlos è una località degli Stati Uniti d'America, situata nella Contea di Gila, nello Stato dell'Arizona.